# Zofiówka (powiat średzki)
Zofiówka – osada leśna w Polsce położona w województwie wielkopolskim, w powiecie średzkim, w gminie Zaniemyśl. Miejscowość wchodzi w skład sołectwa Polesie
W latach 1975–1998 miejscowość administracyjnie należała do województwa poznańskiego.
Obecnie niezamieszkana, brak zabudowań mieszkalnych.

## Przemysł
Od 2014 roku w miejscowości istnieje kopalnia piasków kwarcowych i kruszyw naturalnych JARKOP. Obejmuje obszar 50 hektarów i składa się z 3 mln ton piasków budowlanych (stanowiących nadkład) oraz 8 mln ton piasków kwarcowych.